# Gastrolobium stenophyllum
Gastrolobium stenophyllum är en ärtväxtart som beskrevs av Porphir Kiril Nicolai Stepanowitsch Turczaninow. Gastrolobium stenophyllum ingår i släktet Gastrolobium och familjen ärtväxter. Inga underarter finns listade i Catalogue of Life.